# Kick returner
Il kick returner è uno dei ruoli dello "special team" di una squadra del football americano.
Il suo compito è quello di ricevere la palla calciata dal kicker avversario e di portarla il più avanti possibile.
Questo ruolo è affidato a giocatori veloci e agili.